# Arcidiocesi di Montréal

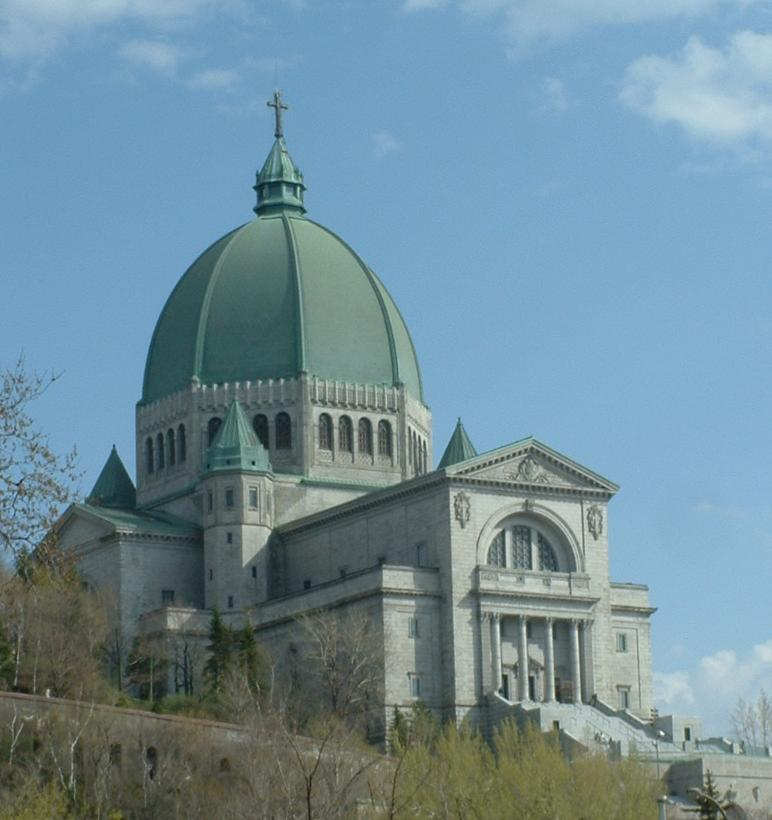
Il Santuario di St-Joseph's. Instancabile promotore di quest'opera fu il beato fratel André Bessette: aveva fondato un piccolo oratorio nel 1904; nel 1955 poté essere inaugurato l'edificio attuale.

L'arcidiocesi di Montréal (in latino Archidioecesis Marianopolitana) è una sede metropolitana della Chiesa cattolica in Canada. Nel 2023 contava 1.882.500 battezzati su 2.639.100 abitanti. È retta dall'arcivescovo Christian Lépine.

## Territorio
L'arcidiocesi comprende l'isola di Montréal, corrispondente alla regione amministrativa di Montréal, e le municipalità di Laval (nella regione amministrativa omonima), Repentigny e L'Assomption (nella regione amministrativa del Lanaudière).
Sede arcivescovile è la città di Montréal, dove si trova la cattedrale di Maria Regina del Mondo (Marie-Reine-du-Monde). Domina la città il santuario di San Giuseppe (St-Joseph's), la chiesa più grande del Canada e uno dei più importanti centri dedicati al culto del santo. La città ospita altre due basiliche minori: San Patrizio e Nostra Signora di Montréal.
Il territorio si estende su 947 km² ed è suddiviso in 162 parrocchie.

### Provincia ecclesiastica
La provincia ecclesiastica di Montréal, istituita nel 1886, comprende le seguenti suffraganee:
- la diocesi di Valleyfield, eretta nel 1892;
- la diocesi di Joliette, eretta nel 1904;
- la diocesi di Saint-Jean-Longueuil, eretta nel 1933 con il nome di diocesi di Saint-Jean-de-Québec;
- la diocesi di Saint-Jérôme-Mont-Laurier, eretta nel 1951 con il nome di diocesi di Saint-Jérôme.

## Storia
La diocesi di Montréal fu eretta il 13 maggio 1836 con il breve Apostolici ministerii di papa Gregorio XVI, ricavandone il territorio dall'arcidiocesi di Québec, di cui originariamente era suffraganea.
Il 25 giugno 1847 e l'8 giugno 1852 cedette porzioni del suo territorio a vantaggio dell'erezione delle diocesi di Bytown (oggi arcidiocesi di Ottawa-Cornwall) e di Saint-Hyacinthe.
L'8 giugno 1886 è stata elevata al rango di arcidiocesi metropolitana in forza del breve Renuntiatum est Nobis di papa Leone XIII.
Il 5 aprile 1892, il 27 gennaio 1904, il 9 giugno 1933 e il 23 giugno 1951 ha ceduto porzioni del suo territorio a vantaggio dell'erezione rispettivamente delle diocesi di Valleyfield, di Joliette, di Saint-Jean-de-Québec (oggi diocesi di Saint-Jean-Longueuil) e di Saint-Jérôme (oggi diocesi di Saint-Jérôme-Mont-Laurier).
Il 23 maggio 1982 è stato beatificato Alfred Bassette, noto come frère André, canonizzato il 10 ottobre 2010.

## Cronotassi dei vescovi
Si omettono i periodi di sede vacante non superiori ai 2 anni o non storicamente accertati.
- Jean-Jacques Lartigue, P.S.S. † (13 maggio 1836 - 19 aprile 1840 deceduto)
- Ignace Bourget † (19 aprile 1840 succeduto - 11 maggio 1876 dimesso[2])
- Édouard-Charles Fabre † (11 maggio 1876 succeduto - 30 dicembre 1896 deceduto)
- Paul Bruchési † (25 giugno 1897 - 20 settembre 1939 deceduto)
- George Gauthier † (20 settembre 1939 succeduto - 31 agosto 1940 deceduto)
- Joseph Charbonneau † (31 agosto 1940 succeduto - 9 febbraio 1950 dimesso[3])
- Paul-Émile Léger, P.S.S. † (25 marzo 1950 - 20 aprile 1968 dimesso)
- Paul Grégoire † (20 aprile 1968 - 17 marzo 1990 ritirato)
- Jean-Claude Turcotte † (17 marzo 1990 - 20 marzo 2012 ritirato)
- Christian Lépine, dal 20 marzo 2012

## Statistiche
L'arcidiocesi nel 2023 su una popolazione di 2.639.100 persone contava 1.882.500 battezzati, corrispondenti al 71,3% del totale.
| anno | popolazione | popolazione | popolazione | presbiteri | presbiteri | presbiteri | presbiteri                | diaconi | religiosi | religiosi | parrocchie |
| anno | battezzati  | totale      | %           | numero     | secolari   | regolari   | battezzati per presbitero | diaconi | uomini    | donne     | parrocchie |
| ---- | ----------- | ----------- | ----------- | ---------- | ---------- | ---------- | ------------------------- | ------- | --------- | --------- | ---------- |
| 1950 | 998.399     | 1.315.000   | 75,9        | 1.953      | 831        | 1.122      | 511                       |         | 3.643     | 10.128    | 207        |
| 1966 | 1.348.870   | 1.897.260   | 71,1        | 2.332      | 922        | 1.410      | 578                       |         | 1.419     | 10.220    | 257        |
| 1970 | 1.529.084   | 2.191.442   | 69,8        | 2.311      | 911        | 1.400      | 661                       |         | 2.627     | 10.032    | 258        |
| 1976 | 1.725.607   | 2.297.501   | 75,1        | 2.110      | 792        | 1.318      | 817                       |         | 2.496     | 10.088    | 258        |
| 1980 | 1.506.220   | 2.151.750   | 70,0        | 1.957      | 770        | 1.187      | 769                       |         | 2.277     | 8.336     | 257        |
| 1990 | 1.375.000   | 2.148.500   | 64,0        | 1.758      | 818        | 940        | 782                       | 67      | 1.700     | 7.023     | 254        |
| 1999 | 1.570.650   | 2.201.535   | 71,3        | 1.474      | 646        | 828        | 1.065                     | 100     | 1.469     | 5.576     | 251        |
| 2000 | 1.570.650   | 2.249.123   | 69,8        | 1.437      | 632        | 805        | 1.093                     | 98      | 1.410     | 5.442     | 250        |
| 2001 | 1.570.650   | 2.246.471   | 69,9        | 1.403      | 607        | 796        | 1.119                     | 104     | 1.372     | 5.275     | 246        |
| 2002 | 1.570.650   | 2.287.156   | 68,7        | 1.328      | 598        | 730        | 1.182                     | 103     | 1.240     | 4.972     | 237        |
| 2003 | 1.570.650   | 2.252.566   | 69,7        | 1.316      | 601        | 715        | 1.193                     | 104     | 1.206     | 4.823     | 229        |
| 2004 | 1.590.150   | 2.340.928   | 67,9        | 1.283      | 584        | 699        | 1.239                     | 103     | 1.179     | 4.702     | 219        |
| 2013 | 1.778.000   | 2.668.000   | 66,6        | 982        | 464        | 518        | 1.810                     | 83      | 862       | 3.072     | 169        |
| 2016 | 1.742.000   | 2.468.000   | 70,6        | 923        | 399        | 524        | 1.887                     | 82      | 732       | 2.553     | 179        |
| 2019 | 1.810.300   | 2.535.500   | 71,4        | 1.054      | 506        | 548        | 1.717                     | 77      | 746       | 2.440     | 169        |
| 2021 | 1.854.560   | 2.599.985   | 71,3        | 801        | 412        | 389        | 2.315                     | 87      | 514       | 1.508     | 162        |
| 2023 | 1.882.500   | 2.639.100   | 71,3        | 716        | 351        | 365        | 2.629                     | 72      | 486       | 1.836     | 162        |

## Galleria d'immagini

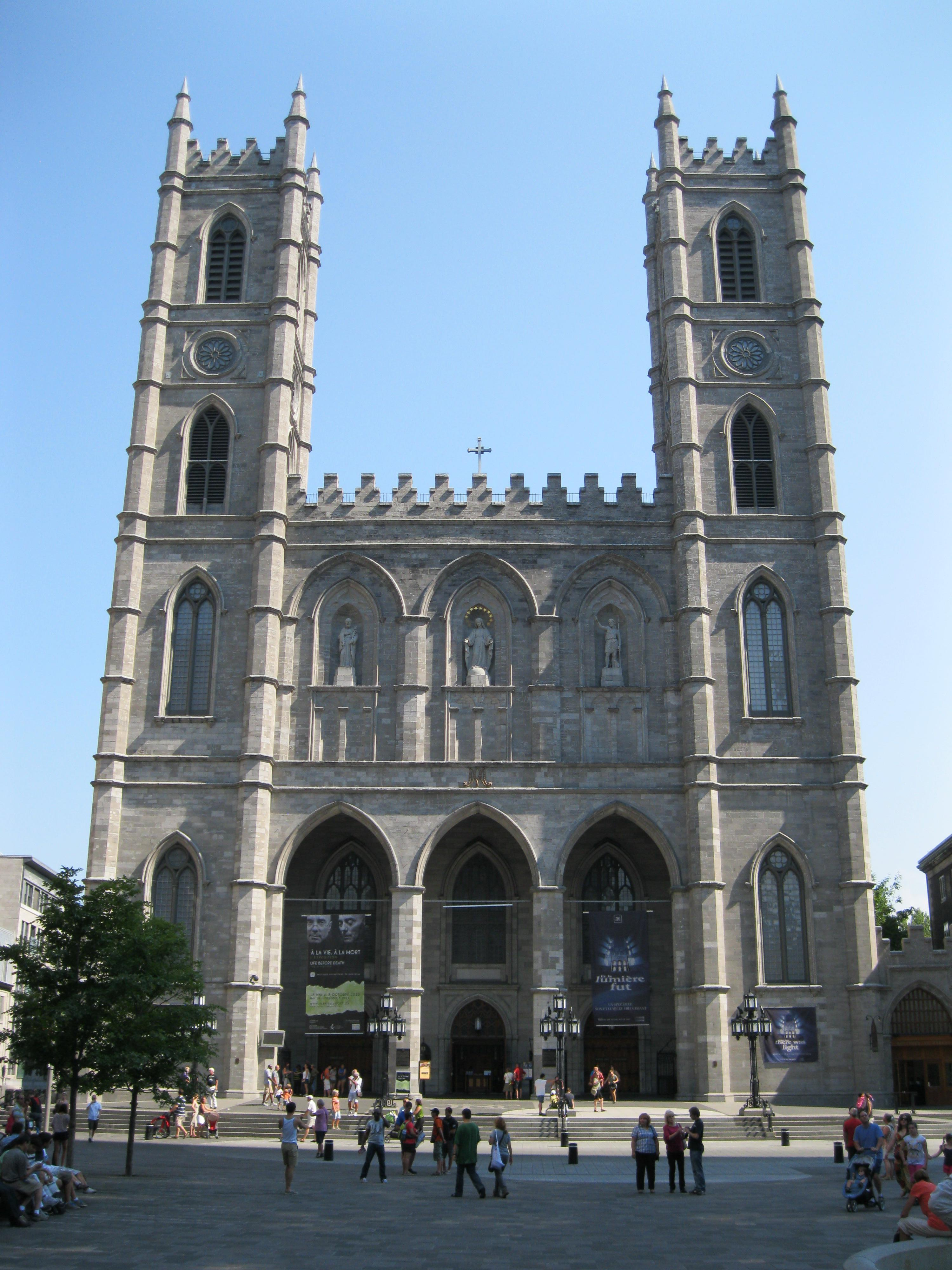
La basilica minore di Nostra Signora di Montréal
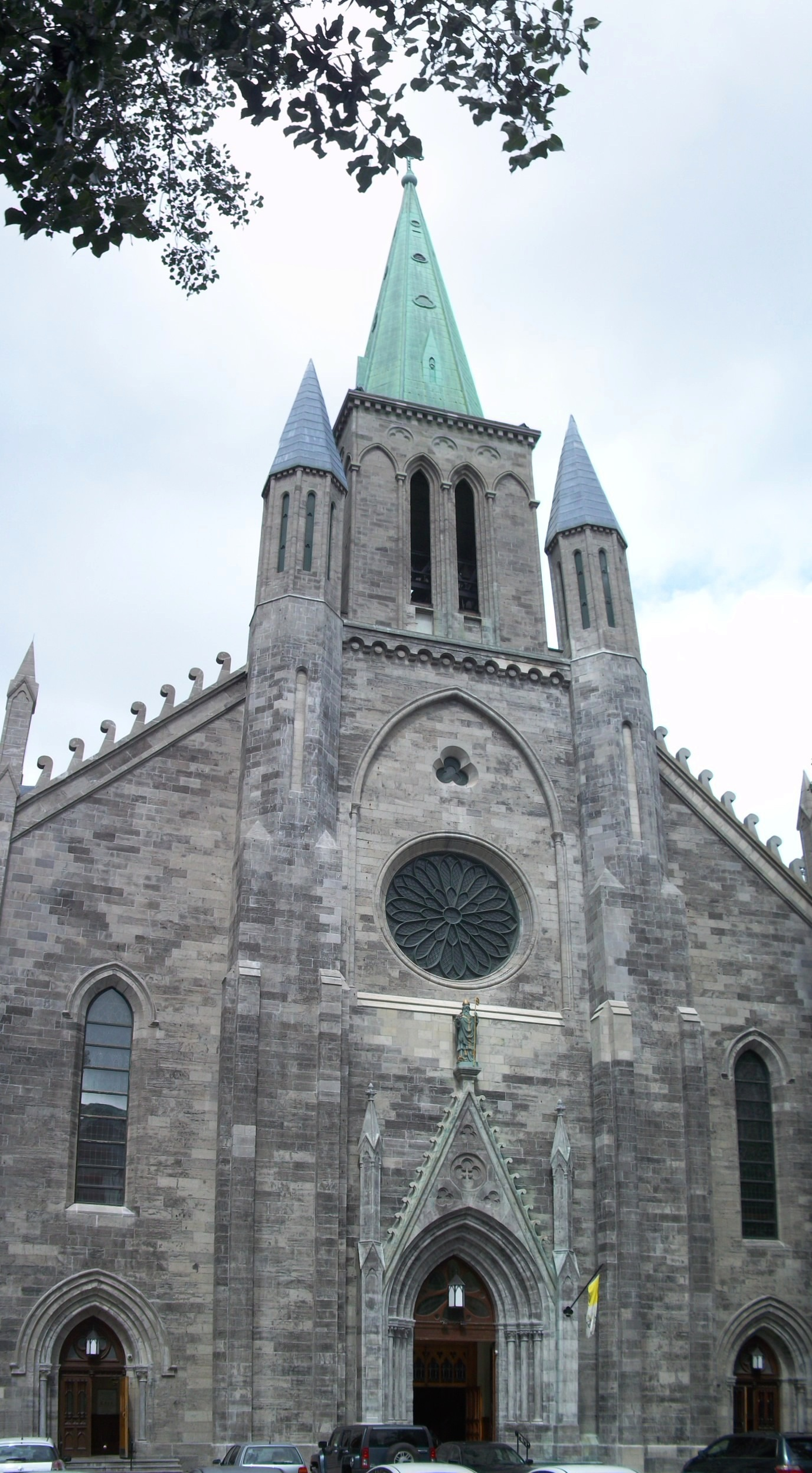
La basilica minore di San Patrizio
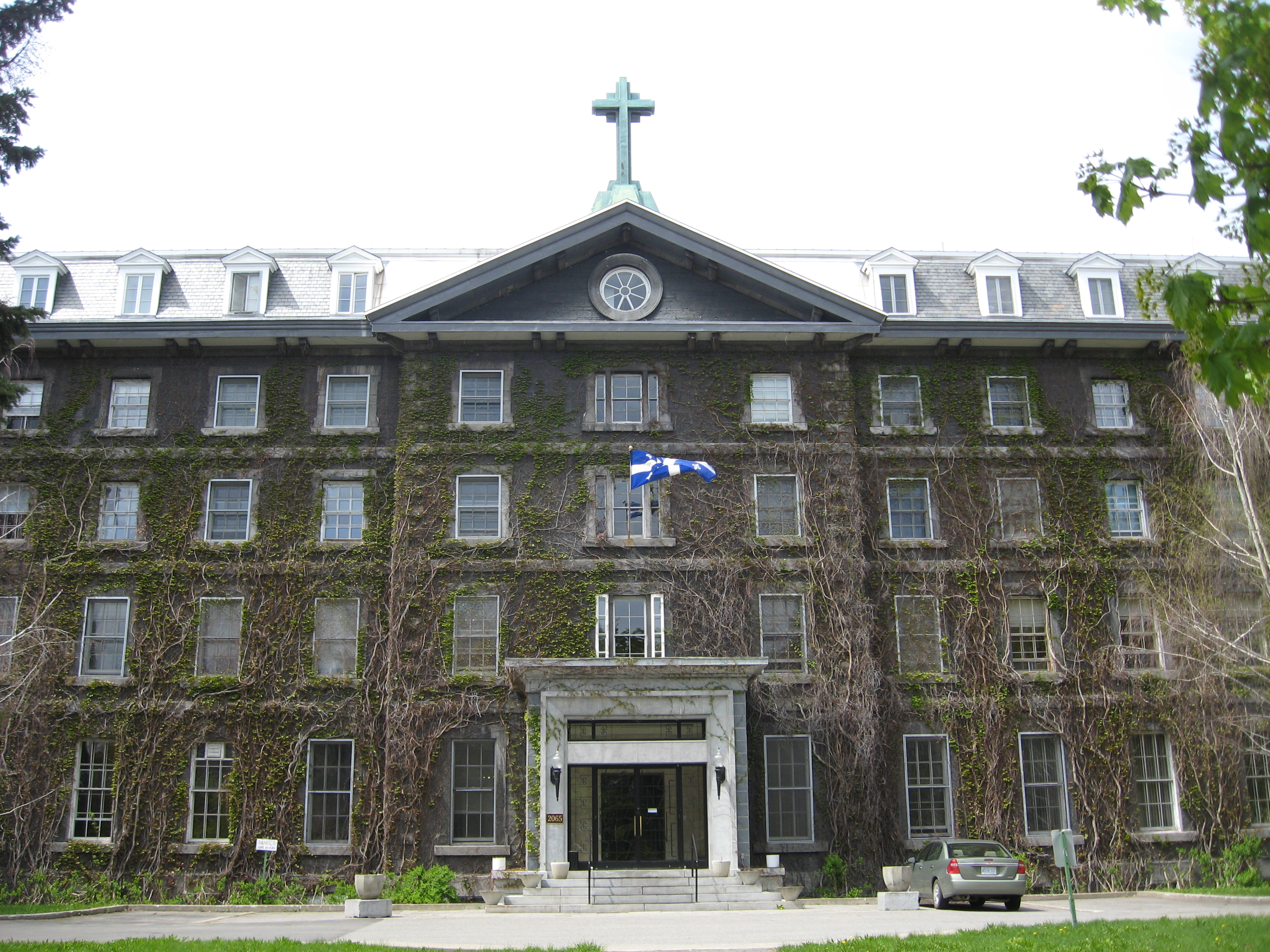
Il seminario maggiore di Montréal